# قطعنامه ۵۳۲ شورای امنیت
قطعنامه ۵۳۲ شورای امنیت سازمان ملل متحد که در تاریخ ۳۱ مه ۱۹۸۳ تصویب شد، سندی بین‌المللی دربارهٔ نامبیا است. این قطعنامه طی نشست ۲۴۴۹ام با ۱۵ موافق، ۰ مخالف و ۰ ممتنع تصویب شد.